# Гран-прі Макао
Гран-прі Макао (порт. Grande Prémio de Macau; кит.: 澳門格蘭披治大賽車) — шосейна автомобільна та мотоциклетна гонка, що проводиться щорічно в Макао. Це єдина гонка, що проводиться на вуличній трасі, в якій беруть участь як автомобілі, так і мотоцикли, і одна з двох поточних національних Гран-прі, які не є частиною Формули-1, іншою є Гран-прі Нової Зеландії.
Перший Гран-прі Макао відбувся в 1954 році як гонка спортивних автомобілів. У 1961 році гонка за титул стала частиною чемпіонату Formula Libre для автомобілів з відкритими колесами. Захід також мав різноманітні гонки підтримки. Серійні автомобілі приєдналися до заходу в 1957 році, які були замінені туринговими автомобілями в 1972 році. Захід отримав статус світового чемпіонату з 2005 по 2014 рік як фінальний етап WTCC. У 1976 році було проведено перше мотоциклетне Гран-прі Макао. У 2008 почали проводити гонку GT3, яка пізніше стала відомою як FIA GT World Cup.
Головним подією гоночного вікенду є Гран-прі Макао Формули-3, у якому беруть участь багато національних чемпіонів Формули-3 та пілоти з усього світу, а переможець отримує Кубок чемпіона світу Формули-3 FIA. Завдяки складній характер траси, яка складається зі швидких прямих (болід Формули-3 може розвивати максимальну швидкість 275 км/год у кінці прямої), вузьких поворотів і близько розташованих бар’єрів безпеки, Гран-прі Макао вважається однією з найскладніших трас у світі. Багато нинішніх або колишніх пілотів Формули-1 брали участь у Гран-прі Макао на початку своєї кар’єри і деяким з них вдавалось здобути перемогу. Серед попередніх переможців — Ріккардо Патрезе, Айртон Сенна, Міхаель Шумахер, Девід Култгард, Ральф Шумахер, Ральф Фірман, Такума Сато, Лукас ді Грассі, Едоардо Мортара, Антоніо Фелікс да Кошта, Фелікс Розенквіст і Ден Тіктум.

## Історія
Гран-прі Макао спочатку був задуманий у 1954 році як пошук скарбів на вулицях міста, але незабаром після цього було запропоновано, що на трасі для пошуку скарбів можна проводити професійні перегони для місцевих автолюбителів.
Перегони тривали як аматорські до 1966 року, коли бельгійський пілот Мауро Б'янкі взяв участь у перегонах на Alpine A220 (шасі № 1722). Alpine Renault також послала інженера Жана-Поля Кастільо для допомоги Б’янкі з технічними аспектами автомобіля. Перемога Б’янкі та розголос про подію призвели до того, що в наступні роки більше професійних гоночних команд почали брати участь у Гран-прі.
Мотогонки були запроваджені в 1967 році, і в тому році сталася перша трагедія зі смертельними наслідками — дворазовий чемпіон Доджі Лорел загинув, коли він не впорався з керуванням і розбився. Це підняло тривогу щодо додаткових покращень безпеки гонки. Тедді Іп був однією з головних сил, що стояли за проведенням Гран-прі Макао в 1970-х і 1980-х роках, завдяки чому цей Гран-прі став однією з найвідоміших подій у світі автоперегонів. Вечірки Гран-прі Макао, які він проводив протягом багатьох років у себе вдома, також стали центральною частиною соціального аспекту Гран-прі. Призові гроші на той час були незначними: переможець 1980 року Джефф Ліс отримав тридцять чотири долари. і переможець 1981 року Боб Ерл отримав тридцять шість.
У 1983 році організатори вирішили, що, оскільки Formula Pacific застаріла, гонка буде проводитися як подія Формули-3. Спочатку вони хотіли провести гонку Формули-2, але оскільки вони не бажали вносити будь-які значні модифікації траси, зокрема вирубування дерев, організатори вирішили взяти боліди Формули-3 для основної гонки, яка була санкціонована FIA як Гонка за Кубок світу Формули-3. У той же час компанія Yokohama Tire була офіційно призначена єдиним постачальником контрольних шин для конкурентів.

Це рішення сприяло стрімкому зростанню репутації події у світі автоспорту та залученню найкращих молодих гонщиків з Європи та Японії. Першу гонку Формули-3 виграв молодий Айртон Сенна. Гонка 1990 року стала пам'ятною, оскільки Міхаель Шумахер і Міка Гаккінен зіштовхнулися, коли вони їхали на першій і другій позиції на фінальному колі. На головній прямій відразу після повороту Mandarin Oriental Гаккінен, під час спроби обгону, врізався в задню частину боліда Шумахера і розбився. Автомобіль Шумахера зміг продовжити гонку з пошкодженим заднім антикрилом і зрештою виграв гонку з найкращим загальним часом. Серед інших відомих переможців – пілоти Формули-1 Девід Култгард, Ральф Шумахер і Такума Сато. З моменту запровадження перегонів Формули-3 Гран-прі Макао поступово став сходинкою для багатьох пілотів Формули-3 до змагань вищого класу з автоперегонів, таких як Формула-2 FIA та Формула-1. Проте лише п'ять гонщиків 2010-х років — Вальттері Боттас у 2011 році, Макс Ферстаппен та Естебан Окон у 2014 році, Шарль Леклер у 2015 році та Джордж Расселл у 2016 — які стартували в цій гонці, виграли гонку Формули-1, а 1995 рік став останнім, коли майбутній переможець гонки Формули-1 виграв Гран-прі Макао.

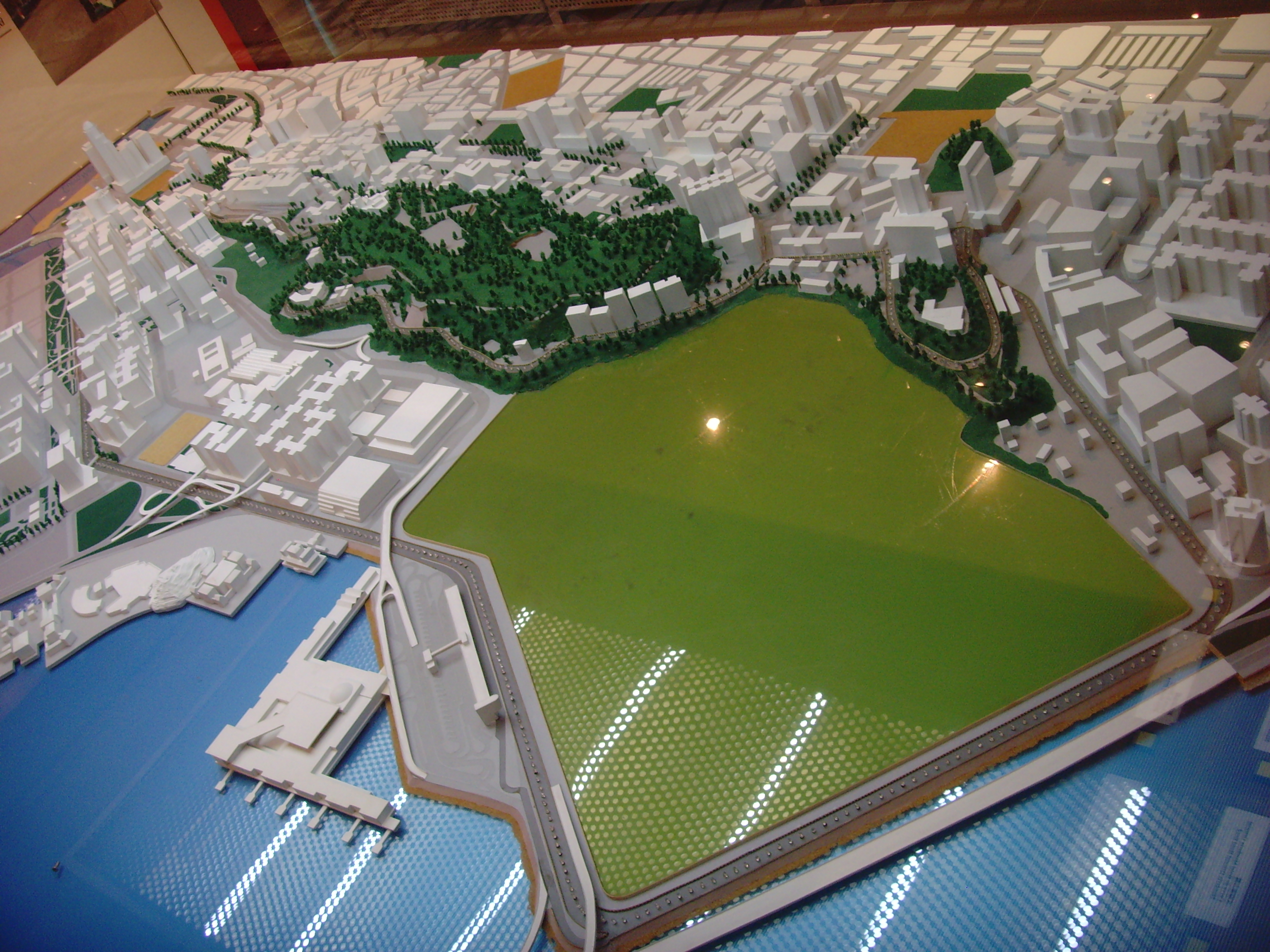
Архітектурна модель автодрому Гія в музеї Гран-Прі в Макао

## Траса
Автодром Гія довжиною 6,2 км складається з швидких прямих і вузьких поворотів, а мінімальна ширина траси становить лише сім метрів. Визнана однією із найскладніших трас у світі.

## Гонка за титул
Перша гонка за титул відбулася в 1954 році як гонка спортивних автомобілів. У 1961 році гонка за титул перейшла на Formula Libre до 1974 року, коли в гру вступила Formula Pacific. 1983 рік став початком нової ери з введенням правил Формули-3, які залучили пілотів з європейських чемпіонатів Формули-3 та японського чемпіонату Формули-3. У 2019 році був представлений болід Dallara F3 2019, причому учасники — усі вони з чемпіонату Формули-3 FIA — вперше використовували однакові машини та двигуни.
З 2020 року гонка за титул проходить в рамках Формули-4 Китаю виключно з місцевими гонщиками та командами, оскільки пандемія COVID-19 призвела до обмежень на поїздки пілотів і команд міжнародної Формули-3 FIA.

## Турингові автомобілі
Перша гонка Гії для турингових авто була проведена в 1972 році. Ця подія була примітна тим, що в той час на вуличних трасах проводилося дуже мало гонок для турингових авто. З 2005 по 2014 рік ця гонка стала двома останніми раундами WTCC FIA. У 2015 році ця категорія була замінена міжнародною серією TCR, у якій Роберт Гафф виграв як останню гонку WTCC, так і першу гонку TCR. Гафф виграв рекордні десять гонок на автодромі Гія.

## Мотоцикли
Макао – особлива подія для мотоциклістів. У мотоциклетному Гран-прі брали участь видатні гонщики найвищого рівня, серед переможців гонки – чемпіон світу MotoGP Кевін Шванц, чемпіон світу з супербайку Карл Фогарті, відомий гонщик MotoGP Рон Гаслам і легенди острова Мен Майкл Раттер, Майкл Данлоп і Джон Макгіннесс. Через вуличний характер траса ближче до легендарних британських перегонів на відкритій дорозі, ніж до звичайної траси MotoGP.
У 2014 році вийшов документальний фільм «Гладіатори Макао» німецького режисера Андреаса Кнуфманна. У фільмі йдеться про мото Гран-прі 2013 року, у якому розповідається про команду Френка Гайджера з німцем Дідьє Грамсом (8 місце) та його напарником бельгійцем Марком Фіштеттом (схід).

## Кубок GT
Кубок світу FIA GT — це гонка для автомобілів зі специфікацією GT3, організована Організацією Стефана Рателя (SRO) і Автомобільною асоціацією Макао-Китай (AAMC). Подія була підтверджена FIA на Всесвітній раді з автоспорту в Женеві 20 березня 2015 року. Пілот-переможець заходу є гонщиком-переможцем основної гонки, але нагорода за перемогу в Кубку світу FIA GT серед виробників вручається виробнику, який є офіційним постачальником, з найбільшою кількістю балів після додавання очок двох його найкращих автомобілів, нарахованих за результатами Основної гонки.
З 2017 року діє вікове обмеження для водіїв; водіям не може бути більше 59 років 364 днів, оскільки водіям бронзового рівня заборонено брати участь. Згідно з правилами класифікації пілотів FIA, будь-який пілот старше 60 років є бронзовим пілотом, незалежно від його досягнень.